# Дергачевка (Стерлітамацький район)
Дерга́чевка (рос. Дергачевка, башк. Дергачевка) — присілок у складі Стерлітамацького району Башкортостану, Росія. Входить до складу Первомайської сільської ради.
Населення — 298 осіб (2010; 345 в 2002).
Національний склад:
- чуваші — 43%